# Het Elfde Gebod
Het Elfde Gebod is een voormalig Nederlands goudblond bier van hoge gisting.
In oktober 1991 ging de productie van start bij de brouwerij Drie Hoefijzers. De productie werd in 1994 verplaatst naar de brouwerij in Arcen. In 2008 werd de productie beëindigd.
In 2016 werd het bier eenmalig uitgebracht ten goede van de Stichting KiKa.
Het is een goudblond bier van hoge gisting met een alcoholpercentage van 7,5%,